# جورج‌تاون، شهرستان مک‌دونو، ایلینوی
جورج‌تاون (به انگلیسی: Georgetown) یک منطقهٔ مسکونی در ایالات متحده آمریکا است که در شهرستان مک‌دونو، ایلینوی واقع شده‌است. جورج‌تاون ۴۰۴ نفر جمعیت دارد و ۱۸۴٫۱ متر بالاتر از سطح دریا واقع شده‌است.